# Римлянката Лукреция
„Римлянката Лукреция“ (на италиански: Lucrezia romana) е картина на италианския художник Пармиджанино от 1540 г. Картината (68 х 52 см) е, изложена в Зала 12 на Национален музей „Каподимонте“ вНеапол. Използваната техника е маслени бои върху дърво. 

## История
Според Джорджо Вазари картината е последната и най-добра творба на Пармиджанино.
Една Лукреция е записана в инвентара на картините на херцог Ранучо I Фарнезе от края на 16 век, но в описанието на херцогския дворец от 1670 г. се появяват записани две картини на Пармиджанино с име Лукреция – едната в Залата за аудиенция, а другата в Залата на любовта.
Като част от Колекция „Фарнезе“, наследена от крал Карлос III, картината пристига в Неапол между 1735 и 1739 г.

## Описание
Тит Ливий в своята книга „Историята на Рим“ описва самоубийството на изнасилената от Секст Тарквиний римлянка Лукреция, дъщеря на консула Спурий Лукреций Триципитин и съпруга на патриция Луций Тарквиний Колатин. Това е епизод от римската история, причинил избухването на въстание начело с Луций Тарквиний Колатин и Луций Юний Брут, което слага край на царското господство и поставя началото на Римската република, основана през 509 г. пр.н.е.
На своята картина Пармиджанино изобразява Лукреция само до половината на тялото, с вдигната глава и с поглед отправен към небето, при самоубийството ѝ. Виждаме оголена една от гърдите ѝ, а другата е покрита от бяла туника и златна лента, захваната с медальон с образа на Диана (символ на целомъдрието). Лукреция е забила кама в плътта си, за да измие със собствената си смърт срамното петно от преживяното насилие.
Профилът на момичето е много чист и полупрозрачен като порцелан, изпъстрен от реалистични визуални ефекти като зачервените брадичка, буза и ухо. Прическата е изключително изискана, с оплетки, навити над шията, украсени с ленти, златни нишки и огърлици от перли, с различни цветови нюанси.
В жеста на Лукреция се забелязва твърда ръката, държаща кама, и образ, несъответстващ на драматичното усещане за болка. Римлянката отива към края си със спокоен ритуал, сякаш е актриса, която играе роля. Това прави образа по-абстрактен и възвишен, а също така смекчава очевидните еротични компоненти.